# Pakovraće
Pakovraće (Servisch cyrillisch Паковраће) is een plaats in de Servische gemeente Čačak. De plaats telt 483 inwoners (2002).